# Palmetto

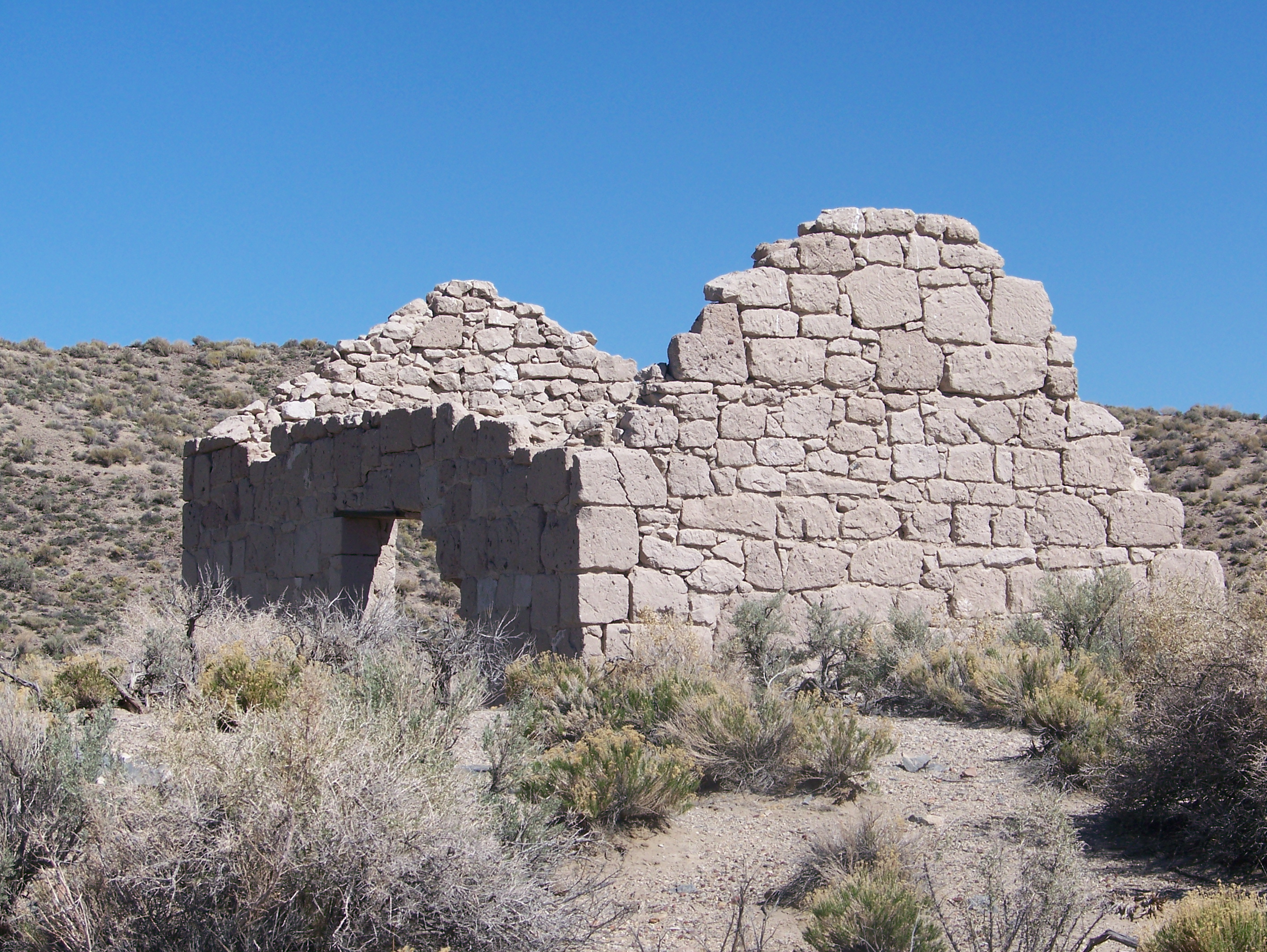
Um edifício abandonado em Palmetto. Foto de Mark Holloway.

Palmetto é uma cidade fantasma no Condado de Esmeralda no estado de Nevada, Estados Unidos.
Palmetto foi fundada em 1866, quando foi encontrado prata. Se bem que a cidade tenha sido abandonada em apenas um ano as pessoas regressaram em 1906, quando as minas foram reabertas, e desenvolveram-se vários negócios, mas poucos meses depois fechou a mina. A mina foi reaberta novamente em 1920 e os resultados foram os mesmos. As pessoas deslocaram-se para Blair.  Tudo o que resta na atualidade são ruínas de velhos edifícios.